# Rutger
Rutger är ett tyskt mansnamn med samma ursprung som det nordiska Rodger och det engelska Roger, bildat av forngermanska delord som betyder "beröm" och "spjut" (fornnordiska: hróðr + geirr, likvärdigt nysvenska: röm + gere).
De senaste åren har en dryg handfull pojkar i Sverige fått namnet Rutger varje år, men endast någon enstaka av dem får det som tilltalsnamn. Namnet är alltså mycket ovanligt bland de yngsta. Bland män som är mellan 50 och 80 år gamla är Rutger vanligare, men det har aldrig varit ett riktigt modenamn. Den 31 december 2009 fanns det totalt 1 371 personer folkbokförda i Sverige med namnet, varav 267 med det som tilltalsnamn/förstanamn. År 2003 fick 7 pojkar namnet, varav 2 fick det som tilltalsnamn.
Namnsdag i Sverige: 2 juni.

## Kända personer med namnet Rutger
- Rutger Arnhult, finansman
- Rutger von Ascheberg, fältmarskalk, generalguvernör
- Rutger Backe, fotbollsspelare
- Rutger Barnekow, bankdirektör
- Rutger von Essen, friherre, godsägare
- Rütger Essén, diplomat, historiker
- Rutger Fuchs, överståthållare
- Rutger Gunnarsson, basist, musikproducent
- Rutger Hauer, nederländsk skådespelare
- Rutger Lagercrantz, barnläkare
- Rutger Macklean, friherre, lantbruksreformator
- Rutger Nilson, skådespelare
- Rutger Nygren, operettsångare, skådespelare
- Rutger Nyman, häradshövding
- Rutger Sernander, professor i biologi
- Rutger Åberg, häradshövding

## Fiktiva personer med förnamnet Rutger
- Rutger Jönåker, en person spelad av Björn Skifs i filmen Strul